# Biblioteca nazionale dell'Iran
La Biblioteca nazionale Iraniana (Biblioteca nazionale ed archivi della Repubblica Islamica dell'Iran) ha sede a Teheran ed occupa diversi edifici sparsi per la città. Il plesso principale è situato a nord della capitale, in un moderno edificio di 90.000 m² circa, in grado di contenere più di 7 milioni di volumi. La Biblioteca nazionale dell'Iran rientra fra le biblioteche pubbliche più grandi del Medio Oriente e custodisce molte collezioni librarie e numerosi manoscritti rari, importanti per la storia dell'Iran.

## Storia
La fondazione della biblioteca risale al principio del 1864 quando in seno alla scuola di Dar-ol Fonun venne fondata una piccola biblioteca su modello anglosassone, la raccolta divenne il primo nucleo della Biblioteca nazionale dell'Iran. Nel 1937 venne ufficialmente inaugurata il patrimonio librario constava di 5000 volumi ed i visitatori erano in media trenta al giorno. Presso la biblioteca ebbe luogo la formazione dei bibliotecari in collaborazione con il Ministero della Stampa ed Edizioni. Tra le prime attività dell'istituzione vi fu quindi la catalogazione e la conservazione del patrimonio esistente, l'incremento del patrimonio librario tramite la raccolta di libri, riviste nazionali ed internazionali ed anche manoscritti. 
Il 21 novembre 1999 l'Organizzazione dei documenti culturali della Rivoluzione Islamica in precedenza dipendente dal Ministero della Cultura ed Istruzione Islamica è stato assorbito dalla Biblioteca nazionale incrementando così il patrimonio librario ed archivistico della stessa. Analogamente nel 2001 l'Organo nazionale dei documenti, praticamente l'Archivio nazionale iraniano, viene annesso al patrimonio della biblioteca creando un'istituzione unica per i beni archivistici e librari.

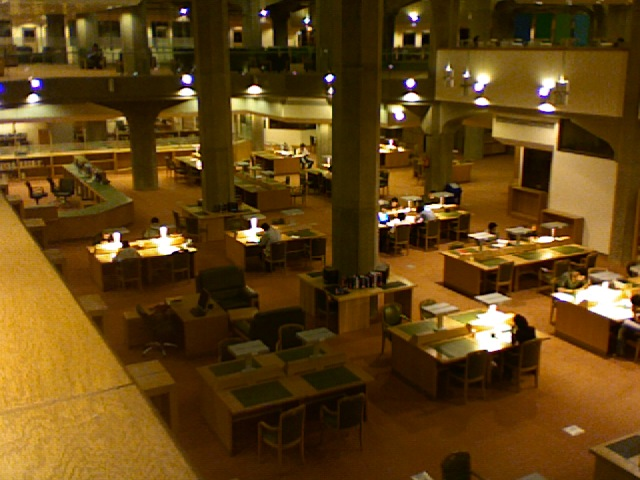
La sala lettura del nuovo edificio a Teheran

## Compiti ed Organizzazione
Le attività della Biblioteca nazionale iraniana si riassumono in:
Incremento del patrimonio librario: la Biblioteca nazionale raccoglie tutte le opere pubblicate all'interno del paese, tutte le opere che hanno come oggetto l'Iran, le opere inerenti alla lingua persiana, tutte le ricerche e gli studi sull'Islam (in particolare studi sullo sciismo) e le opere degli iraniani all'estero; inoltre l'istituzione si preoccupa di raccogliere tutte le opere scientifiche e letteraria d'importanza mondiale in lingua araba ed inglese.
Classificazione ed organizzazione del patrimonio librario: La Biblioteca nazionale utilizza per l'organizzazione delle unità la Library of Congress Classification; per la videoteca invece viene utilizzato il Dewey Decimal Classification.
Ricerca: La Biblioteca nazionale valuta gli standard e compila i manuali inerenti alla biblioteconomia e l'istruzione dei bibliotecari; nasce così l'Enciclopedia della biblioteconomia e dell'Informazione, opera divisa in due volumi e scritta in lingua persiana. L'istituzione inoltre si occupa della compilazione di numerose bibliografie inerenti all'Iran e l'Islam.